# Dorilla in Tempe
Dorilla in Tempe é uma das muitas óperas do compositor barroco italiano Antonio Vivaldi. É um melodrama heróico pastoral em três atos, com libreto italiano de Antonio Maria Lucchini. Teve a Estreia no Teatro San Angelo em Veneza a 9 de novembro de 1726.
| Papel                                                | Voz                             | Estreia, 9 novembro 1726 |
| ---------------------------------------------------- | ------------------------------- | ------------------------ |
| Dorilla, daughter of Admeto                          | mezzo-soprano                   | Angela Capuano           |
| Admeto, King of Thessaly                             | bass                            | Lorenzo Moretti          |
| Nomio/Apollo, the god Apollo disguised as a shepherd | contralto (originally castrato) | Filippo Finazzi          |
| Elmiro                                               | soprano (breeches role)         | Maria Maddalena Pieri    |
| Eudamia                                              | mezzo-soprano                   | Anna Giro                |